# Соротаптический язык
Соротаптический язык (исп. sorotáptico, кат. sorotàptic от греч. σορός sorós ‘погребальная урна’ и θαπτός thaptós ‘похороненный’) — название, которое предложил каталонский лингвист Жуан Куруминас для гипотетического субстратного языка, вероятно, индоевропейского, но существовавшего до прихода кельтов, на котором предположительно говорили люди бронзового века (культура полей погребальных урн) на Пиренейском полуострове (Price 2000: 449).
Короминес ввёл понятие «соротаптический язык», чтобы объяснить наличие проблемных[каких?] слов в иберо-романских языках. Он отождествил язык с надписью на свинцовой табличке примерно II века н. э., найденной в Амели-Ле-Бэн на испанско-французской границе; в табличке встречаются как латинские слова, так и слова, которые нельзя отнести ни к латинским, ни к кельтским, и Короминес считает их соротаптическими.